# Izvor (miasto Pirot)
Izvor (cyr. Извор) – wieś w Serbii, w okręgu pirockim, w mieście Pirot. W 2011 roku liczyła 729 mieszkańców.